# Lekkoatletyka na Letnich Igrzyskach Olimpijskich 1988 – bieg na 100 m przez płotki kobiet
Bieg na 100 metrów przez płotki kobiet podczas XXIV Letnich Igrzysk Olimpijskich w Seulu rozegrano 28 (eliminacje), 29 (ćwierćfinały i półfinały) i 30 września 1988 (finał) na Stadionie Olimpijskim. Zwyciężczynią została reprezentantka Bułgarii Jordanka Donkowa, która w finale ustanowiła rekord olimpijski uzyskując czas 12,38 s.

## Rekordy

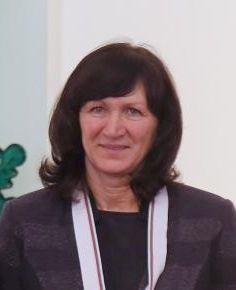
Jordanka Donkowa

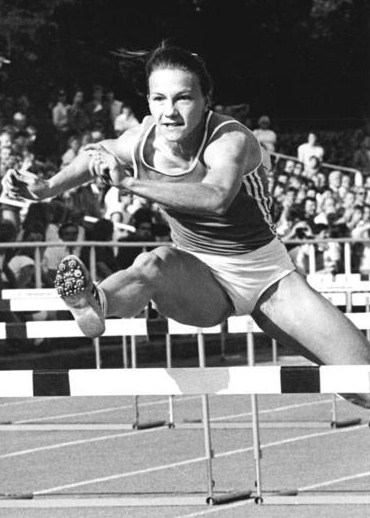
Gloria Siebert

|                   | Zawodniczka      | Narodowość | Czas  | Data                  | Miejsce      |
| ----------------- | ---------------- | ---------- | ----- | --------------------- | ------------ |
| Rekord świata     | Jordanka Donkowa | Bułgaria   | 12,21 | 20 sierpnia 1988(dts) | Stara Zagora |
| Rekord olimpijski | Wiera Komisowa   | ZSRR       | 12,56 | 28 lipca 1980(dts)    | Moskwa       |

## Wyniki
| Poz. - pozycja |
| – rekord świata \| – rekord krajowy \| – rekord życiowy \| = – wyrównany rekord życiowy \| · – najlepszy wynik w sezonie \| = – wyrównany najlepszy wynik w sezonie \| – rekord olimpijski |
| Fn – falstart \| DNF – nie ukończyła \| DNS – nie wystartowała \| DSQ – zdyskwalifikowana                                                                                                  |

### Eliminacje
Rozegrano pięć biegów eliminacyjnych. Do ćwierćfinałów awansowały po cztery najlepsze zawodniczki z każdego biegu (Q) oraz cztery z najlepszymi czasami spośród pozostałych (q).

#### Bieg 1
Wiatr: –0,3 m/s
| Poz. | Zawodniczka         | Narodowość        | Rezultat | Uwagi |
| ---- | ------------------- | ----------------- | -------- | ----- |
| 1    | Natalija Hryhorjewa | ZSRR              | 12,96    | Q     |
| 2    | Kerstin Knabe       | NRD               | 13,13    | Q     |
| 3    | LaVonna Martin      | Stany Zjednoczone | 13,20    | Q     |
| 4    | Florence Colle      | Francja           | 13,32    | Q     |
| 5    | Jane Flemming       | Australia         | 13,53    | q     |
| 6    | Sandra Taváres      | Meksyk            | 13,81    |       |
| 7    | Sainiana Tukana     | Fidżi             | 15,50    |       |

#### Bieg 2
Wiatr: +0,1 m/s
| Poz. | Zawodniczka         | Narodowość        | Rezultat | Uwagi |
| ---- | ------------------- | ----------------- | -------- | ----- |
| 1    | Gloria Siebert      | NRD               | 12,65    | Q     |
| 2    | Ludmiła Narożylenko | ZSRR              | 12,76    | Q     |
| 3    | Claudia Zaczkiewicz | RFN               | 13,00    | Q     |
| 4    | Jacqueline Humphrey | Stany Zjednoczone | 13,24    | Q     |
| 5    | Maria Usifo         | Nigeria           | 13,50    | q     |
| 6    | Diana Yankey        | Ghana             | 13,64    |       |
| –    | Sylvia Dethier      | Belgia            | DSQ      |       |

#### Bieg 3
Wiatr: +0,5 m/s
| Poz. | Zawodniczka          | Narodowość      | Rezultat | Uwagi |
| ---- | -------------------- | --------------- | -------- | ----- |
| 1    | Marjan Olyslager     | Holandia        | 13,04    | Q     |
| 2    | Julie Rocheleau      | Kanada          | 13,07    | Q     |
| 3    | Lesley-Ann Skeete    | Wielka Brytania | 13,38    | Q     |
| 4    | Rita Heggli          | Szwajcaria      | 13,72    | Q     |
| 5    | Chen Wen-xing        | Chińskie Tajpej | 14,01    |       |
| 6    | Agrippina de la Cruz | Filipiny        | 14,36    |       |
| –    | Ginka Zagorczewa     | Bułgaria        | DNF      |       |

#### Bieg 4
Wiatr: +1,4 m/s
| Poz. | Zawodniczka         | Narodowość        | Rezultat | Uwagi |
| ---- | ------------------- | ----------------- | -------- | ----- |
| 1    | Cornelia Oschkenat  | NRD               | 12,72    | Q     |
| 2    | Liu Huajin          | Chiny             | 13,02    | Q     |
| 3    | Gail Devers–Roberts | Stany Zjednoczone | 13,18    | Q     |
| 4    | Monique Éwanjé-Épée | Francja           | 13,18    | Q     |
| 5    | Wendy Jeal          | Wielka Brytania   | 13,32    | q     |
| 6    | Gretha Tromp        | Holandia          | 13,48    | q     |
| 7    | Bang Sin-hye        | Korea Południowa  | 13,84    |       |
| 8    | Cheung Suet Yee     | Hongkong          | 14,26    |       |

#### Bieg 5
Wiatr: +0,8 m/s
| Poz. | Zawodniczka      | Narodowość                | Rezultat | Uwagi |
| ---- | ---------------- | ------------------------- | -------- | ----- |
| 1    | Jordanka Donkowa | Bułgaria                  | 12,89    | Q     |
| 2    | Sally Gunnell    | Wielka Brytania           | 13,26    | Q     |
| 3    | Du Juan          | Chiny                     | 13,51    | Q     |
| 4    | Anne Piquereau   | Francja                   | 13,56    | Q     |
| 5    | Nancy Vallecilla | Ekwador                   | 13,97    |       |
| 6    | Manuela Marxer   | Liechtenstein             | 14,38    |       |
| –    | Tilaka Jinadasa  | Sri Lanka                 | DSQ      |       |
| –    | Michele Johnson  | Saint Vincent i Grenadyny | DNS      |       |

### Ćwierćfinały
Rozegrano trzy biegi ćwierćfinałowe. Do półfinałów awansowały po cztery najlepsze zawodniczki z każdego biegu oraz cztery z najlepszymi czasami spośród pozostałych.

#### Bieg 1
Wiatr: +1,3 m/s
| Poz. | Zawodniczka         | Narodowość        | Rezultat | Uwagi |
| ---- | ------------------- | ----------------- | -------- | ----- |
| 1    | Jordanka Donkowa    | Bułgaria          | 12,47    | Q,    |
| 2    | Ludmiła Narożylenko | ZSRR              | 12,62    | Q     |
| 3    | Kerstin Knabe       | NRD               | 12,81    | Q     |
| 4    | Julie Rocheleau     | Kanada            | 12,90    | Q     |
| 5    | Florence Colle      | Francja           | 13,00    | q     |
| 6    | Jacqueline Humphrey | Stany Zjednoczone | 13,25    | q     |
| 7    | Lesley-Ann Skeete   | Wielka Brytania   | 13,37    | q     |
| –    | Jane Flemming       | Australia         | DNS      |       |

#### Bieg 2
Wiatr: +0,2 m/s
| Poz. | Zawodniczka         | Narodowość        | Rezultat | Uwagi |
| ---- | ------------------- | ----------------- | -------- | ----- |
| 1    | Cornelia Oschkenat  | NRD               | 12,69    | Q     |
| 2    | Natalija Hryhorjewa | ZSRR              | 12,89    | Q     |
| 3    | Marjan Olyslager    | Holandia          | 13,02    | Q     |
| 4    | Monique Éwanjé-Épée | Francja           | 13,10    | Q     |
| 5    | LaVonna Martin      | Stany Zjednoczone | 13,20    | q     |
| 6    | Wendy Jeal          | Wielka Brytania   | 13,32    |       |
| 7    | Du Juan             | Chiny             | 13,58    |       |
| 8    | Rita Heggli         | Szwajcaria        | 13,95    |       |

#### Bieg 3
Wiatr: +1,0 m/s
| Poz. | Zawodniczka         | Narodowość        | Rezultat | Uwagi |
| ---- | ------------------- | ----------------- | -------- | ----- |
| 1    | Gloria Siebert      | NRD               | 12,74    | Q     |
| 2    | Claudia Zaczkiewicz | RFN               | 12,87    | Q     |
| 3    | Sally Gunnell       | Wielka Brytania   | 13,04    | Q     |
| 4    | Gail Devers–Roberts | Stany Zjednoczone | 13,22    | Q     |
| 5    | Gretha Tromp        | Holandia          | 13,42    |       |
| 6    | Liu Huajin          | Chiny             | 14,37    |       |
| –    | Anne Piquereau      | Francja           | DNF      |       |
| –    | Maria Usifo         | Nigeria           | DNF      |       |

### Półfinały
Rozegrano dwa biegi półfinałowe. Do finału awansowały po cztery najlepsze zawodniczki z każdego biegu.

#### Bieg 1
Wiatr: +0,5 m/s
| Poz. | Zawodniczka         | Narodowość        | Rezultat | Uwagi |
| ---- | ------------------- | ----------------- | -------- | ----- |
| 1    | Jordanka Donkowa    | Bułgaria          | 12,58    | Q     |
| 2    | Gloria Siebert      | NRD               | 12,60    | Q     |
| 3    | Julie Rocheleau     | Kanada            | 12,91    | Q     |
| 4    | Florence Colle      | Francja           | 12,92    | Q     |
| 5    | Kerstin Knabe       | NRD               | 12,93    |       |
| 6    | Lesley-Ann Skeete   | Wielka Brytania   | 13,23    |       |
| 7    | LaVonna Martin      | Stany Zjednoczone | 13,29    |       |
| 8    | Gail Devers–Roberts | Stany Zjednoczone | 13,51    |       |

#### Bieg 2
Wiatr: +0,5 m/s
| Poz. | Zawodniczka         | Narodowość        | Rezultat | Uwagi |
| ---- | ------------------- | ----------------- | -------- | ----- |
| 1    | Cornelia Oschkenat  | NRD               | 12,63    | Q     |
| 2    | Claudia Zaczkiewicz | RFN               | 12,75    | Q,    |
| 3    | Natalija Hryhorjewa | ZSRR              | 12,81    | Q     |
| 4    | Monique Éwanjé-Épée | Francja           | 12,95    | Q     |
| 5    | Marjan Olyslager    | Holandia          | 13,08    |       |
| 6    | Sally Gunnell       | Wielka Brytania   | 13,13    |       |
| 7    | Jacqueline Humphrey | Stany Zjednoczone | 13,59    |       |
| –    | Ludmiła Narożylenko | ZSRR              | DNF      |       |

### Finał
Wiatr: +0,2 m/s
| Poz. | Zawodniczka         | Narodowość | Rezultat | Uwagi |
| ---- | ------------------- | ---------- | -------- | ----- |
| 1    | Jordanka Donkowa    | Bułgaria   | 12,38    | [ 1 ] |
| 2    | Gloria Siebert      | NRD        | 12,61    |       |
| 3    | Claudia Zaczkiewicz | RFN        | 12,75    | =     |
| 4    | Natalija Hryhorjewa | ZSRR       | 12,79    |       |
| 5    | Florence Colle      | Francja    | 12,98    |       |
| 6    | Julie Rocheleau     | Kanada     | 12,99    |       |
| 7    | Monique Éwanjé-Épée | Francja    | 13,14    |       |
| 8    | Cornelia Oschkenat  | NRD        | 13,73    |       |